# Santanderia lita
Santanderia lita är en insektsart som beskrevs av Morgan Hebard 1923. Santanderia lita ingår i släktet Santanderia och familjen Eumastacidae. Inga underarter finns listade i Catalogue of Life.